# Herman Nyberg
Herman Andreas Nyberg (Gotemburgo, 22 de fevereiro de 1880 — Estocolmo, 6 de julho de 1968) foi um velejador sueco, campeão olímpico. Ele competiu nos Jogos Olímpicos de Verão de 1912 na classe 10 Metre e conquistou a medalha de ouro na disputa a bordo do Kitty com Carl Hellström, Filip Ericsson, Paul Isberg, Humbert Lundén, Harry Rosenswärd, Erik Wallerius e Harald Wallin.